# Julio Bolbochán
Julio Bolbochán (Azul, 10 marzo 1920 – Caracas, 28 giugno 1996) è stato uno scacchista argentino, Grande Maestro di scacchi.
Ha conseguito il titolo di Maestro Internazionale nel 1955 e quello di Grande maestro ad honorem nel 1977. Campione argentino dal 1946 al 1948, ha partecipato a 6 Olimpiadi degli scacchi dal 1950 al 1966.
Il suo fratello maggiore Jacobo ha vinto il Campionato argentino nel 1932 e 1933.